# Wentworth (Missouri)
Wentworth – wieś w Stanach Zjednoczonych, w stanie Missouri, w hrabstwie Newton.